# Hubert Faltermeier
Hubert Faltermeier (* 14. August 1949 in Weltenburg) ist ein deutscher Politiker (Freie Wähler) und Jurist. Von 1992 bis 2016 war er Landrat des Landkreises Kelheim, von 2018 bis 2023 Mitglied des Bayerischen Landtags.

## Leben
Bereits sein Vater Rudolf Faltermeier war Politiker. Er war – wie später der Sohn – Mitglied des Bayerischen Landtags (1962 bis 1966) und Landrat des Landkreises Kelheim (1967 bis 1978).
Hubert Faltermeier besuchte von 1955 bis 1959 die Volksschule Kelheim-Hohenpfahl und danach bis 1968 das Donau-Gymnasium Kelheim, an dem er das Abitur ablegte. Dem Studium der Rechtswissenschaften und der Betriebswirtschaft an der Universität München (1968–1972) schlossen sich Referendarzeit und Promotion (1972–1975) an.
Stationen seiner Tätigkeit als juristischer Staatsbeamter waren das Bayerische Staatsministerium des Innern (1975–1979), das Landratsamt Erding (1979–1987) und das Bayerische Staatsministerium für Unterricht und Kultus, Wissenschaft und Kunst (1987–1992).
Nach der erfolgreichen Wahl trat er am 1. November 1992 das Amt des Landrates des Landkreises Kelheim an und wurde in den Jahren 1998, 2004 und 2010 wieder gewählt. Aus Altersgründen trat Faltermeier 2016 nicht mehr erneut an.
Seit 1996 war Faltermeier im Bayerischen Landkreistag der Vorsitzende des Fachausschusses für Recht und Bildung und Stellvertretender Vorsitzender des Bezirksverbandes Niederbayern.
Von 2008 bis 2013 gehörte er für eine Amtszeit dem Bezirkstag von Niederbayern an; für eine Wiederwahl bewarb er sich nicht mehr.
Bei der Landtagswahl in Bayern 2018 zog er in Bayerischen Landtag ein. Dort war Faltermeier Mitglied des Ausschusses für Verfassung, Recht, Parlamentsfragen und Integration sowie Mitglied des Ausschusses für Wissenschaft und Kunst. Zur Landtagswahl 2023 trat er nicht erneut an.

## Ehrungen
2013: Bayerischer Verdienstorden

## Privates
Faltermeier ist verheiratet und hat zwei erwachsene Söhne. Er ist römisch-katholischer Konfession.